# Sektorenverordnung
Die Sektorenverordnung (SektVO) beschreibt die Vergabe von Aufträgen im Bereich des Verkehrs, der Trinkwasserversorgung und der Energieversorgung. Sie ist Teil des deutschen Vergaberechts und regelt die Vergabe von öffentlichen Aufträgen im Zusammenhang mit Tätigkeiten auf dem Gebiet der Trinkwasser- oder Energieversorgung oder des Verkehrs. Die Verordnung findet Anwendung auf öffentliche Aufträge, die einen Schwellenwert überschreiten.

## Vorgaben des europäischen Rechts
Die aktuelle, am 18. April 2016 in Kraft getretene, SektVO basiert auf der Richtlinie 2014/25/EU  vom 26. Februar 2014 über die Vergabe von Aufträgen durch Auftraggeber im Bereich der Wasser-, Energie- und Verkehrsversorgung sowie der Postdienste und zur Aufhebung der Richtlinie 2004/17/EG. Die novellierte Sektorenverordnung ist gegenüber der Vorgängerregelung deutlich erweitert worden. Sie umfasst nunmehr 65 Paragrafen, welche in fünf Abschnitte unterteilt sind, sowie drei Anlagen.